# NBC Tower
NBC Tower je mrakodrap v Chicagu. Výstavba probíhala v letech 1985–1989 podle projektu firmy Skidmore, Owings and Merrill. Má 37 pater a výšku 188 metrů. V budově se nachází převážně kancelářské prostory. Tento postmoderní mrakodrap s prvky art deco působí, jako by byl postaven ve 30. letech minulého století. Je zde určitá podoba například s budovou 30 Rockefeller Plaza v New Yorku, která byla postavena právě ve 30. letech.